# Manel Risques Corbella
Manel Risques Corbella (Barcelona 1952) és un historiador i professor universitari català.

## Biografia
Va néixer el 1952 a la ciutat de Barcelona. Va estudiar història a la Universitat de Barcelona, on es va llicenciar i doctorar en història contemporània i de la qual és professor. Ha desenvolupat la seva tasca d'investigació en àmbits diversos entre els quals destaquen la política d'ordre públic, la violència, la repressió i les forces policials als segles XIX i XX; les polítiques de memòria; o l'ús de la fotografia en la història. Les seves darreres publicacions, les col·laboracions a Diccionario de la Memoria Colectiva (2018) i Història Mundial de Catalunya (2018) i el llibre Catalunya, 1980-2015. Història en fotografies (2018). Ha comissariat exposicions diverses, com Franco, Victòria, República. Espai urbà i impunitat (2016-17). Premi Ciutat de Barcelona (1994) per l'obra El Govern Civil de Barcelona al segle XIX i Premi Nacional de Patrimoni Cultural (2004) pel guió de l'exposició Les presons de Franco.

## Recerca historiogràfica
Interessat especialment en la història contemporània, i especialment dels moviments populars durant la Revolució Liberal i la relació entre poder civil i el poder militar. Ha publicat diversos estudis sobre aquests temes a revistes especialitzades en temes d'història com "Recerques", "L'Avenç", "Revista de Catalunya" o 
"Trienio".
És autor, entre d'altres, de diversos llibres:
- 1995: El Govern Civil de Barcelona al segle XIX
- 1998: Història de la Catalunya Contemporània
- 2000: Les ruptures de 1939
- 2001: Temps d'amnistia
- 2001: Procés a la Guàrdia Civil. Barcelona, 1939
- 2002: El triomf de la memòria. La manifestació de l'11 de setembre de 1977

Així mateix ha destacat com a comissariat de les exposicions "Catalunya sota el franquisme", organitzada per la Universitat de Barcelona el 1985, i "1939. Barcelona, any zero", organitzada pel Museu d'Història de Barcelona el 1999.
Juntament amb Ricard Vinyes l'any 2000 fou guardonat amb el Premi Nacional de Patrimoni Cultural, concedit per la Generalitat de Catalunya, pel comissariat de l'exposició "Les presons de Franco", presentada al Museu d'Història de Catalunya, i al "projecte OVNI (Observatori de Vídeo No Identificat)".